# Nicholas Castellanos
Nicholas Alexander Castellanos (né le 4 mars 1992 à Davie, Floride, États-Unis) est un joueur de troisième but et champ droit des Ligues majeures de baseball qui évolue avec les Phillies de Philadelphie.

## Carrière

### Tigers de Détroit
Nick Castellanos est un choix de première ronde des Tigers de Détroit en 2010. Il est le 44e athlète choisi au total à cette séance du repêchage amateur du baseball majeur et une sélection que les Tigers obtiennent en compensation de la perte de l'agent libre Brandon Lyon. Il signe un contrat avec les Tigers et reçoit un boni à la signature de 3,45 millions de dollars US. Castellanos est promis à un bel avenir dans le baseball professionnel, Baseball America le classant trois fois dans sa liste des 100 meilleurs prospects. Il y apparaît en 65e position en 2011, au 45e rang en 2012 et en 21e place au début 2013.
Le 8 juillet 2012, Castellanos est élu meilleur joueur du match des étoiles du futur présenté à Kansas City, après avoir frappé un coup de circuit de trois points, réussi deux simples et marqué trois fois dans une victoire de 17-5 des jeunes joueurs des États-Unis sur ceux du reste du monde.
Castellanos est un joueur de troisième but au collège et dans les ligues mineures, mais cette position chez les Tigers de Détroit est occupée par le joueur étoile Miguel Cabrera. Par conséquent, c'est comme voltigeur de gauche que Castellanos fait ses débuts dans le baseball majeur. Il dispute son premier match avec les Tigers le 1er septembre 2013. Le 7 septembre suivant, il réussit aux dépens du lanceur Danny Duffy des Royals de Kansas City son premier coup sûr au plus haut niveau.
À sa première saison complète en 2014, Castellanos maintient une moyenne au bâton de ,259 en 148 parties jouées, avec 11 circuits et 66 points produits. Il frappe son premier circuit dans les majeures le 9 avril 2014 aux dépens de Josh Beckett des Dodgers de Los Angeles. Ses difficultés au troisième but sont notables et il est parmi les pires joueurs des majeures en défensive. En éliminatoires, il frappe un circuit face aux Orioles de Baltimore dans le second match de la Série de divisions.

### Cubs de Chicago
Le 31 juillet 2019, il est échangé aux Cubs de Chicago avec des considérations monétaires contre Alex Lange et Paul Richan.

### Red de Cincinnati
Le 27 janvier 2020, il signe un contrat de 4 ans et 64 millions de $ avec les Reds de Cincinnati.
Lors de la saison 2021, Nick participe à son premier match des étoiles en carrière.